# 1Time
1Time era una compagnia aerea low-cost con sede a Kempton Park, in Sudafrica. Effettuava voli di linea domestici e la sua base principale era l'Aeroporto internazionale di Johannesburg.

## Storia
I fondatori del vettore possedevano una società di aviazione, Afrisource Holdings, attraverso Aeronexus, un'altra società di aviazione che offriva molti servizi ai velivoli (e attualmente svolge la manutenzione di 1Time). 1Time ha dato il via alla vendita dei biglietti a gennaio 2004 e ha cominciato i voli il 25 febbraio 2004, con un collegamento tra Johannesburg e Città del Capo effettuato tre volte al giorno. Successivamente, il gruppo Avstar ha acquisito una partecipazione del 15% di 1Time Holdings e la compagnia ha preso in leasing due MD83 dal gruppo, che si aggiungeranno alla flotta. Nel 2006 1Time ha raggiunto la soglia di un milione di passeggeri trasportati su otto destinazioni servite. La compagnia è inoltre proprietaria di Afrisource Holdings per il 50%, di MKJH Trust per il 30% e di Mogwele Investments (20%).
A marzo 2007 aveva 420 dipendenti. All'inizio di novembre del 2012 ha terminato le attività ed è iniziata la sua liquidazione.

## Flotta
A febbraio 2011 la flotta di 1Time era costituita dai seguenti velivoli:
- 1 Boeing 737-200 (136 passeggeri)
- 4 McDonnel Douglas MD-82 (157 passeggeri)
- 3 McDonnel Douglas MD-83 (157 passeggeri)
- 4 McDonnel Douglas MD-87 (132 passeggeri)

### Flotta Storica
- McDonnell Douglas DC-9-30

## Curiosità
- Il nome della vettore ("one time") è un'espressione sud africana che significa "davvero".